# Charlton Adam
Charlton Adam är en by i civil parish The Charltons, i enhetskommunen Somerset, i grevskapet Somerset, i England. Byn är belägen 30,3 km från Taunton. Orten har 689 invånare (2016). Charlton Adam var en civil parish fram till 1887 när blev den en del av Charlton Mackrell, Compton Dundon and Kingweston. Civil parish hade 416 invånare år 1881. Byn nämndes i Domedagsboken (Domesday Book) år 1086, och kallades då Cerletone.